# Ju Rui
Ju Rui (4 de fevereiro de 1993) é uma remadora chinesa, medalhista olímpica.

## Carreira
Rui conquistou a medalha de bronze nos Jogos Olímpicos de Verão de 2020 em Tóquio com a equipe da China no oito com feminino, ao lado de Guo Linlin, Li Jingjing, Miao Tian, Wang Zifeng, Wang Yuwei, Xu Fei, Zhang Min e Zhang Dechang, com o tempo de 6:01.21.